# Scato Laman Trip
Scato Laman Trip (Groningen, 6 juni 1843 - Den Haag, 20 november 1914) was een Nederlands jurist en president van de Hoge Raad der Nederlanden.

## Biografie
Scato Laman Trip werd geboren op 6 juni 1843 in Groningen. Hij promoveerde in 1868 in zijn geboorteplaats in de rechten op het proefschrift Beschouwingen over het toezicht op inrichtingen van nijverheid. In hetzelfde jaar ging hij aan de slag bij de afdeling onderwijs van het ministerie van Binnenlandse Zaken. In 1897 werd hem in Hoorn een functie als substituut-officier van justitie toebedeeld. In 1874 werd hij benoemd tot rechter aan de arrondissementsrechtbank in Den Bosch. Vervolgens maakte hij in 1877 de overstap naar de rechtbank in Den Haag waar hij in 1883 tot vicepresident werd benoemd. In 1892 werd hij rechter bij de rechtbank in Zutphen waar hij president van de rechtbank was, maar in 1897 keerde hij weer terug naar Den Haag. In 1897 volgde zijn benoeming tot raadsheer bij de Hoge Raad der Nederlanden. Van 1912 tot en met 1914 was hij aldaar president. Op 20 november 1914 kwam hij op 71-jarige leeftijd in Den Haag te overlijden.
Hij was commandeur in de Orde van de Nederlandse Leeuw.